# Reversible Brennstoffzelle
Reversible Brennstoffzellen sind spezielle Brennstoffzellen, deren energieliefernder Arbeitsprozess umkehrbar ist. Sie sind also Wandlereinheiten, die wie gewöhnliche Brennstoffzellen durch die Umsetzung von Brennstoffen elektrische Energie bereitstellen können. Dieselbe Wandlereinheit kann aber auch als Elektrolyseur betrieben werden, so dass elektrische Energie in speicherbare chemische Energie umgesetzt wird. Reversible Brennstoffzellen haben vereinzelte Anwendungen in der Raumfahrt und im Militär gefunden. Kleine reversible Brennstoffzellen sind als Schulungs- und Demonstrationsobjekte kommerziell erhältlich. Ansonsten befinden sie sich aber noch im Forschungs- und Entwicklungsstadium, z. B. im Hinblick auf eine Speicherung für das Stromnetz.

## Zum Begriff der reversiblen Brennstoffzelle
Reversible Brennstoffzellen im engeren Sinne nutzen denselben Elektrodenstapel für den Brennstoffzellenvorgang und für die Elektrolyse. Hier wird der Begriff in diesem engeren Sinne genutzt, in Übereinstimmung mit dem Gebrauch in diesen Quellen. Im englischen Sprachraum werden die Ausdrücke reversible fuel cell und regenerative fuel cell RFC oft aber in einem weiteren Sinne gebraucht: sie können auch Systeme beschreiben, bei denen mindestens zwei Module, eine Brennstoffzelle und ein separater Elektrolyseur (und oft ein Speicher als weiterer Anlagenbestandteil), zu einem System zusammengefasst sind. Für die Anlagen, bei denen beide Prozesse in einem einzigen Zellstapel ablaufen, wird dann – vor allem bei Zellen mit Polymerelektrolytmembran (PEM) – der Begriff unitized reversible fuel cell URFC benutzt.
| chemische Energie der Brennstoffe      |                             |
| Brennstoffzellenbetrieb („Entladen“) ↓ | ↑ Speicherbetrieb („Laden“) |
| reversible Brennstoffzelle rBZ         |                             |
| Brennstoffzellenbetrieb („Entladen“) ↓ | ↑ Speicherbetrieb („Laden“) |
| elektrische Energie                    |                             |

| chemische Energie der Brennstoffe      |                             |
| Brennstoffzellenbetrieb („Entladen“) ↓ | ↑ Speicherbetrieb („Laden“) |
| Brennstoffzelle                        | Elektrolyseur               |
| Brennstoffzellenbetrieb („Entladen“) ↓ | ↑ Speicherbetrieb („Laden“) |
| elektrische Energie                    |                             |

Die meisten bis heute getesteten Systeme mit Reaktionsumkehr hatten keine reversiblen Brennstoffzellen im beschriebenen engeren Sinne, sondern nutzten einen separaten Elektrolyseur, da der Gesamtwirkungsgrad (Hin- und Rückreaktion) bei Verwendung eines Elektrolyseurs höher ist.

## Beispiel Wasserstoff-Brennstoffzelle

Schematischer Aufbau einer PEM-Brennstoffzelle

Eine Wasserstoff-Brennstoffzelle verbraucht Wasserstoff (H2) und Sauerstoff (O2) zur Erzeugung von Elektrizität und Wasser (H2O); als reversible Brennstoffzelle muss sie nun per Elektrolyse aus Wasser auch wieder Wasserstoff und Sauerstoff produzieren. Dazu wird die Brennstoffzelle als Elektrolyseur betrieben.
Reversibler Prozess in einer Wasserstoff-Brennstoffzelle:
{\displaystyle \mathrm {2\ H_{2}\ +\ O_{2}\ \ \longrightarrow \ 2\ H_{2}O+\ \Delta H} }
Reaktion von Wasserstoff mit Sauerstoff zu Wasser unter Energieabgabe
{\displaystyle \mathrm {2\ H_{2}O\ {\xrightarrow {Elektrolyse}}2\ H_{2}+O_{2}} }
Elektrolyse von Wasser zu Wasserstoff und Sauerstoff unter Energiezufuhr

### Spannung und Wirkungsgrad
Für die Reaktion zwischen H2, O2 und H2O liegt die Gleichgewichts- oder Ruhespannung bei 1,23 V. Schon bei kleinen Stromdichten sinkt die Spannung reversibler H2-O2-Brennstoffzellen beim Entladen unter 1 V, während sie beim Laden oberhalb 1,5 V liegt. Bei hohen Stromdichten sinkt sie beim Entladen unter 0,8 V, während sie beim Laden auf über 1,8 V steigt. Aufgrund der erheblichen Spannungsunterschiede (etwa ein Volt) zwischen Laden und Entladen ist der Wirkungsgrad entsprechend klein: Typische Wirkungsgrade von reversiblen PEM-Brennstoffzellen liegen bei 40 bis 50 %.

## Typen reversibler Brennstoffzellen
Ähnlich wie bei den gewöhnlichen Brennstoffzellen hat auch bei den reversiblen Brennstoffzellen Wasserstoff bislang die größte Bedeutung als Brennstoff, in der Regel mit (Luft-)Sauerstoff als Oxidationsmittel. Da reversible Brennstoffzellen als geschlossene Systeme betrieben werden können, werden auch Halogene als Oxidationsmittel untersucht, z. B. bei den Kombinationen Wasserstoff-Brom H2-Br2 oder Wasserstoff-Iod H2-I2.
Die meisten bisher gebauten reversiblen Brennstoffzellen sind bisher Polymerelektrolytbrennstoffzellen (PEM). Die Gesamtwirkungsgrade reversibler Brennstoffzellen liegen im Bereich von 30 bis 40 % bei alkalischem Elektrolyten, 40 bis 50 % bei PEM und 60 bis 80 % für Festoxidbrennstoffzellen (SOFC).

## Praktische Anwendung
Für Schulungszwecke sind verschiedene kleine Demonstrationsgeräte von Brennstoffzellen mit Gasspeichern erhältlich, teilweise in Kombination mit Solarmodulen für den Elektrolysebetrieb oder mit einem Modellauto.
Eine mögliche Anwendung ist die Energiespeicherung mittels des Power-to-Gas-Prozesses. Reversible Brennstoffzellen sind dabei deutlich kleiner und weniger komplex als die Alternative mit separatem Elektrolyseur. Sowohl Polymerelektrolytbrennstoffzellen (PEM, dann auch unitized regenerative fuel cell, kurz URFC genannt) als auch Festoxidbrennstoffzellen können reversibel betrieben werden. Erste Anlagen wurden 2015 in den Markt eingeführt.
Der Einsatz von reversiblen Brennstoffzellen ermöglicht verglichen mit herkömmlichen Technologien zur Brenngasherstellung mittels Elektrolyse bei gutem Abwärmemanagement deutlich höhere Strom-zu Strom-Wirkungsgrade bis etwa 70 % und niedrigere Kosten.
Daneben kann eine reversible Brennstoffzelle mit einem Brennstoffspeicher oder durch Anschluss an ein Verteilnetz einen Akkumulator ersetzen, wodurch ein deutlich niedrigeres und günstigeres Leistungsgewicht erreicht werden kann. Der Gesamtwirkungsgrad ist mit maximal 80 % jedoch geringer als der konkurrierender Batteriesysteme, z. B. Lithium-Ionen-Akkumulatoren.

## Historisches
Überlegungen, den Brennstoff Wasserstoff außerhalb der Brennstoffzelle zurückzugewinnen, z. B. mittels Solarenergie, wurden schon 1962 diskutiert. Eine erste auch getestete reversible Brennstoffzelle wurde 1972–1973 bei General Electric entwickelt, sie sollte zur Versorgung von Satelliten dienen. In den 1990er Jahren wurden Forschungsarbeiten zu reversiblen Brennstoffzellen insbesondere am Lawrence Livermore National Laboratory durchgeführt. Als mögliche Anwendungsfelder wurden auch Solarflugzeuge und emissionsfreie Fahrzeuge genannt.